# Historia de Solidarność

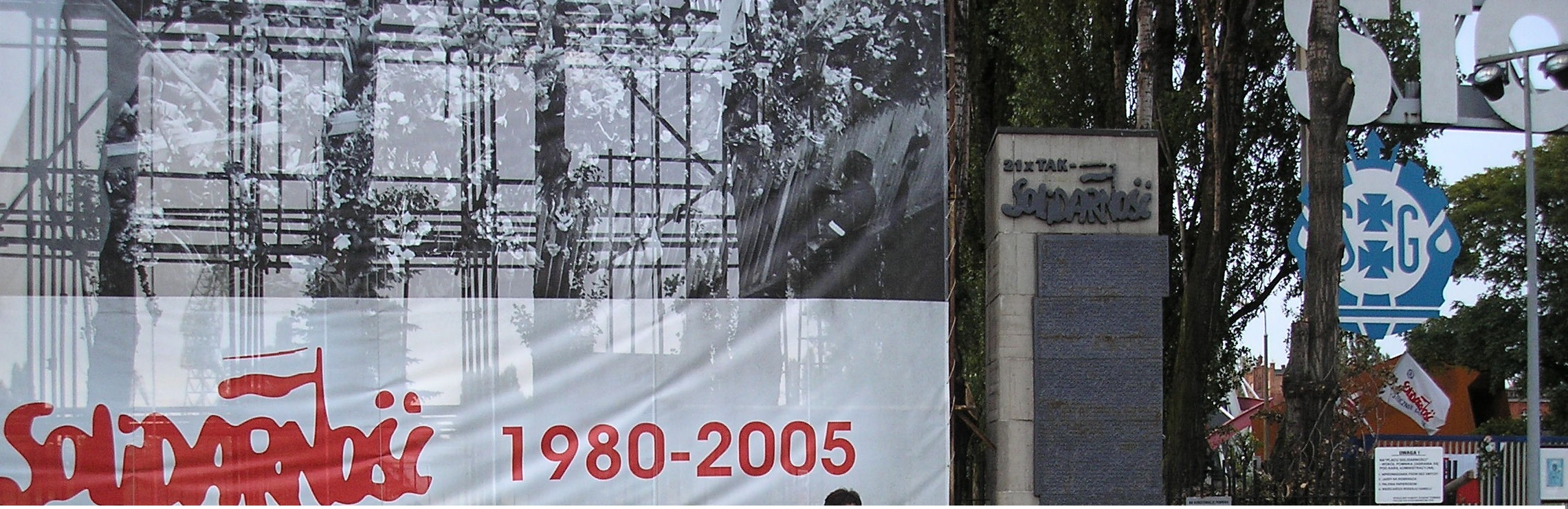
Conmemoración del aniversario n.º 25 de Solidarność, en la entrada a los astilleros de Gdansk (verano de 2005).

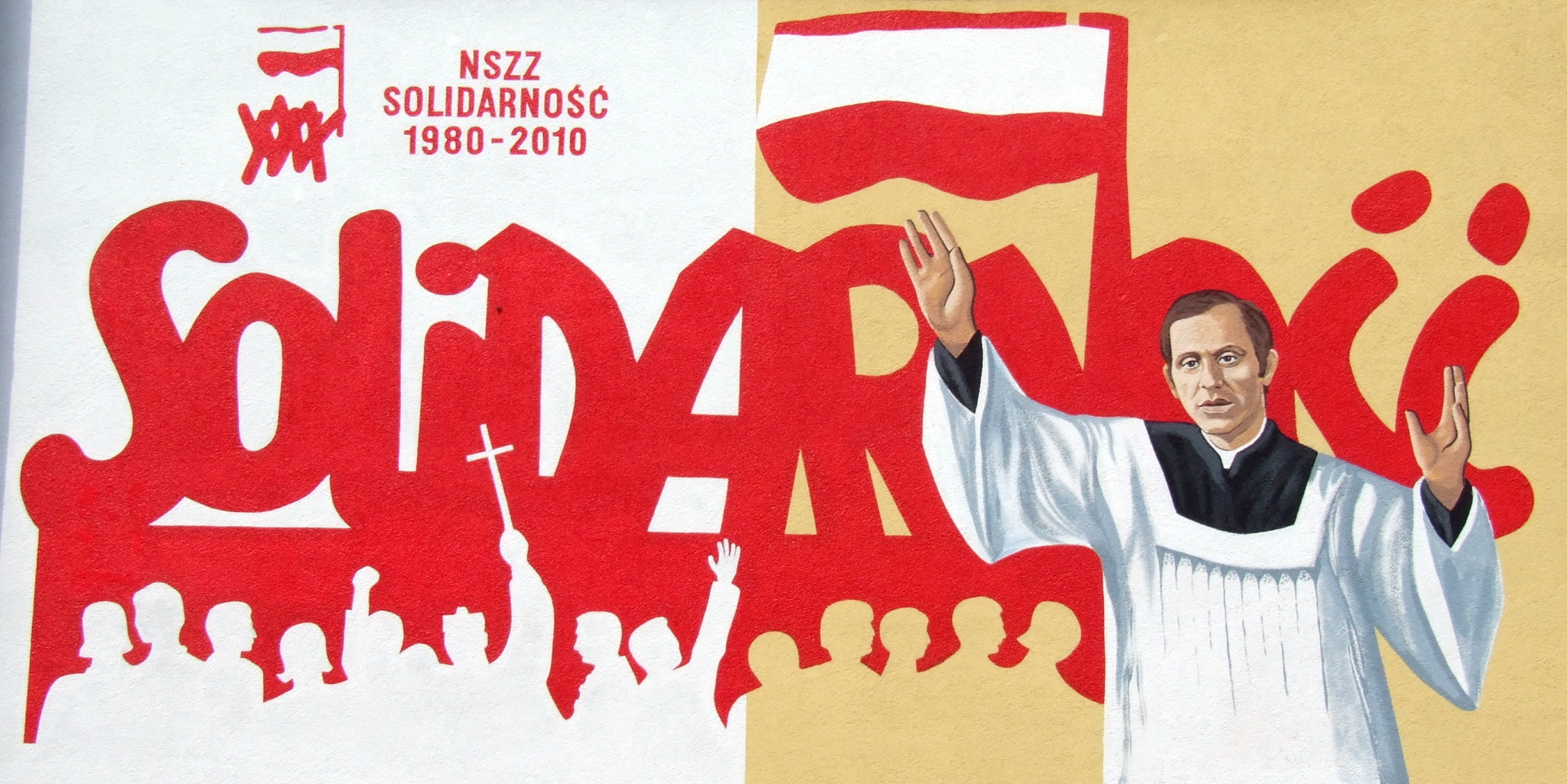
Conmemoración del aniversario n.º 30 de Solidarność, en Ostrowiec Świętokrzyski

La historia de Solidarność, un sindicato no gubernamental polaco, comenzó en agosto de 1980 en los astilleros de Gdańsk, donde Lech Wałęsa junto a otras personas fundaron el sindicato Solidaridad (en polaco:Solidarnośćⓘ). A principios de los años 1980, Solidaridad se convirtió en el primer sindicato independiente en un país del Bloque soviético que dio lugar a un amplio movimiento social anticomunista. En su momento de apogeo, este movimiento logró reunir a aproximadamente 10 millones de miembros, entre los cuales se contaban tanto a personas asociadas con la Iglesia católica como a miembros de la izquierda anticomunista, que contribuyeron ampliamente a la caída del comunismo. Solidaridad se caracterizó por abogar a favor de la no violencia en las actividades de sus miembros.
El gobierno de la República Popular de Polonia intentó destruir el sindicato por medio del establecimiento de la ley marcial en 1981, seguida de varios años de represión política; aunque, al final, fue forzado a empezar a negociar con el sindicato. Las negociaciones de la mesa redonda entre el gobierno y la oposición liderada por Solidaridad tuvieron como resultado las elecciones de 1989. Hacia fines de agosto de 1989, se había conformado un gobierno de coalición liderado por Solidaridad y, en diciembre de 1990, Wałęsa fue elegido presidente de Polonia. Poco después, se continuó con el desmantelamiento del sistema gubernamental comunista y con la transformación de Polonia en un estado  democrático al uso occidental. La supervivencia de Solidaridad significó un quiebre en la postura de línea dura del comunista Partido Obrero Unificado Polaco (PZPR), lo que era un acontecimiento sin precedentes no solo para la República Popular de Polonia -perteneciente al área de influencia de la URSS y un sistema de organización política de  Estado socialista unipartidista —, sino para el todo el Bloque Oriental. El ejemplo de Solidaridad contribuyó a la propagación de ideas y movimientos anticomunistas a lo largo de los países del Bloque Oriental, lo cual debilitó a sus gobiernos; un proceso que eventualmente culminó en las Revoluciones de 1989 ("el Otoño de las Naciones"), auspiciado por las potencias occidentales.
En los años 1990, la influencia de Solidaridad sobre la escena política de Polonia disminuyó. En 1996, se fundó un brazo político del movimiento "Solidaridad", la Acción Electoral Solidaridad (AWS), que ganaría las elecciones polacas parlamentarias en 1997,  para perder las siguientes elecciones de 2001, después de realizar una política de corte conservador. Desde entonces, Solidaridad ha tenido poca influencia como partido político, aunque se convirtió en el sindicato más importante de Polonia.

## Raíces pre–1980
En las décadas de 1970 y 1980, el éxito inicial de Solidaridad, en particular, y de los movimientos disidentes, en general, fue alimentado por una crisis que se intensificaba en las sociedades de estilo soviético debido al deterioro moral, el empeoramiento de las condiciones económicas (una economía de escasez) y las tensiones crecientes de la Guerra Fría. Luego de un breve periodo de boom económico, desde 1975, las políticas del gobierno polaco liderado por el Primer Secretario del Partido Edward Gierek precipitaron el hundimiento en una creciente depresión al ascender la deuda externa. En junio de 1976, tuvieron lugar las primeras huelgas obreras que involucraron incidentes violentos en fábricas en Płock, Radom y el distrito de Ursus en Varsovia. Cuando estos incidentes fueron sofocados por el gobierno, el movimiento obrero recibió apoyo de intelectuales disidentes, muchos de los cuales estaban asociados con el Comité de defensa de los obreros (en polaco, Komitet Obrony Robotników; abreviado KOR), formado en 1976. El año siguiente, "KOR" fue renombrado como el Comité para la autodefensa social (KSS-KOR).

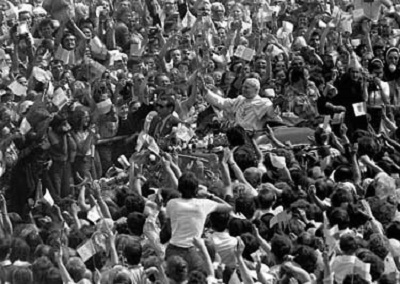
Millones aclaman al papa Juan Pablo II durante su primera visita a Polonia como pontífice (1979).

El 16 de octubre de 1978, el obispo de Cracovia, Karol Wojtyła fue elegido papa. Un año después, durante su primera peregrinación a Polonia, las masas se volcaron a las calles por millones. Juan Pablo II hizo un llamado por el respeto a las tradiciones nacionales y religiosas. Asimismo, abogó por la libertad y los derechos humanos, al mismo tiempo que denunciaba la violencia. Para muchos polacos, el Papa representaba una fuerza espiritual y moral que podía hacer frente a las fuerzas materiales brutas; era un líder de cambio y se convirtió en un símbolo importante —y partidario— de los cambios por venir.

## Primeras huelgas (1980–1981)

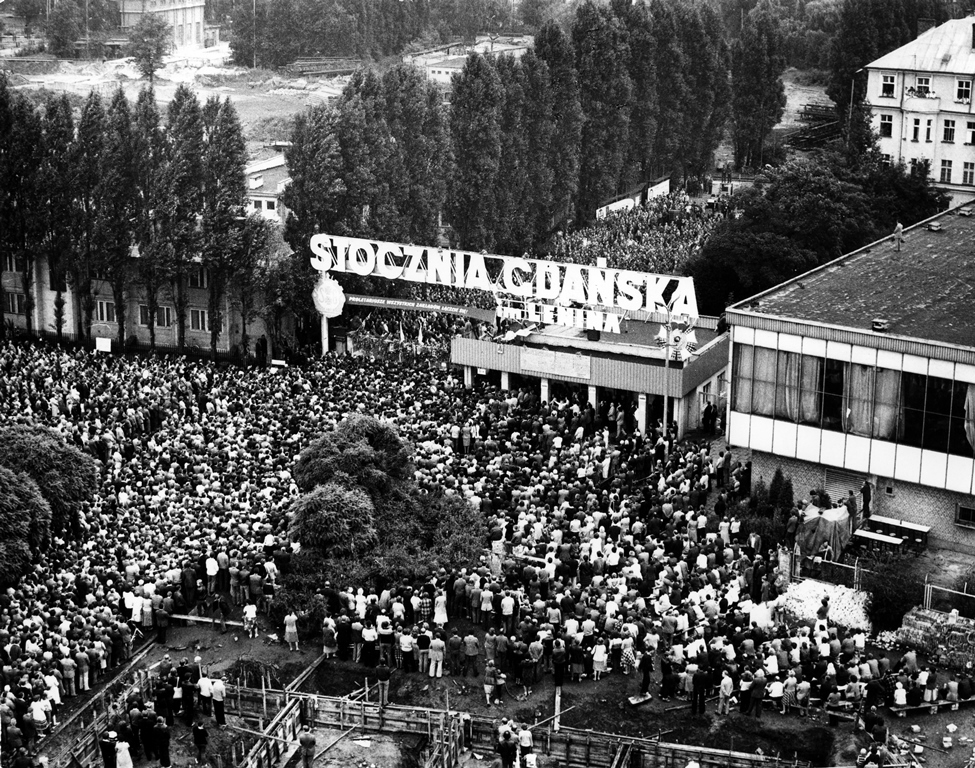

Las huelgas no ocurrieron meramente debido a los problemas que habían surgido poco antes del malestar laboral, sino debido a las dificultades gubernamentales y económicas que databan de más de una década atrás. En julio de 1980, al enfrentarse a una crisis económica, el gobierno de Edward Gierek decidió incrementar los precios, a la vez que disminuía el aumento de los salarios. Inmediatamente, siguió una ola de huelgas y ocupaciones de fábricas, teniendo lugar las principales huelgas en el área de Lublin. La primera huelga empezó el 8 de julio de 1980 en la Fábrica aeroespacial estatal en Świdnik). Si bien las huelgas no tenían una coordinación central, los trabajadores habían desarrollado una red de información que difundía noticias sobre su lucha. Un grupo "disidente", el Comité de defensa de los obreros ("KOR"), que había sido originalmente fundado en 1976 para organizar la ayuda para los obreros victimizados, atrajo a pequeños grupos de militantes de clase obrera en los principales centros industriales. En el astillero de Gdansk, el despido de Anna Walentynowicz, una popular operadora de grúas y activista, impulsó a los indignados trabajadores a tomar acciones.
El 14 de agosto, los trabajadores del astillero empezaron la huelga, organizada por el Sindicato Libre de la Costa (Wolne Związki Zawodowe Wybrzeża). Los obreros fueron liderados por el electricista Lech Wałęsa, un extrabajador del astillero que había sido despedido en 1976. El comité huelguista demandaba la recontratación de Walentynowicz y de Wałęsa, así como el compromiso de respetar los derechos de los trabajadores y otras preocupaciones sociales. Además, solicitaron el levantamiento de un monumento a los trabajadores de astilleros que habían sido asesinados en 1970, así como la legalización de sindicatos independientes.

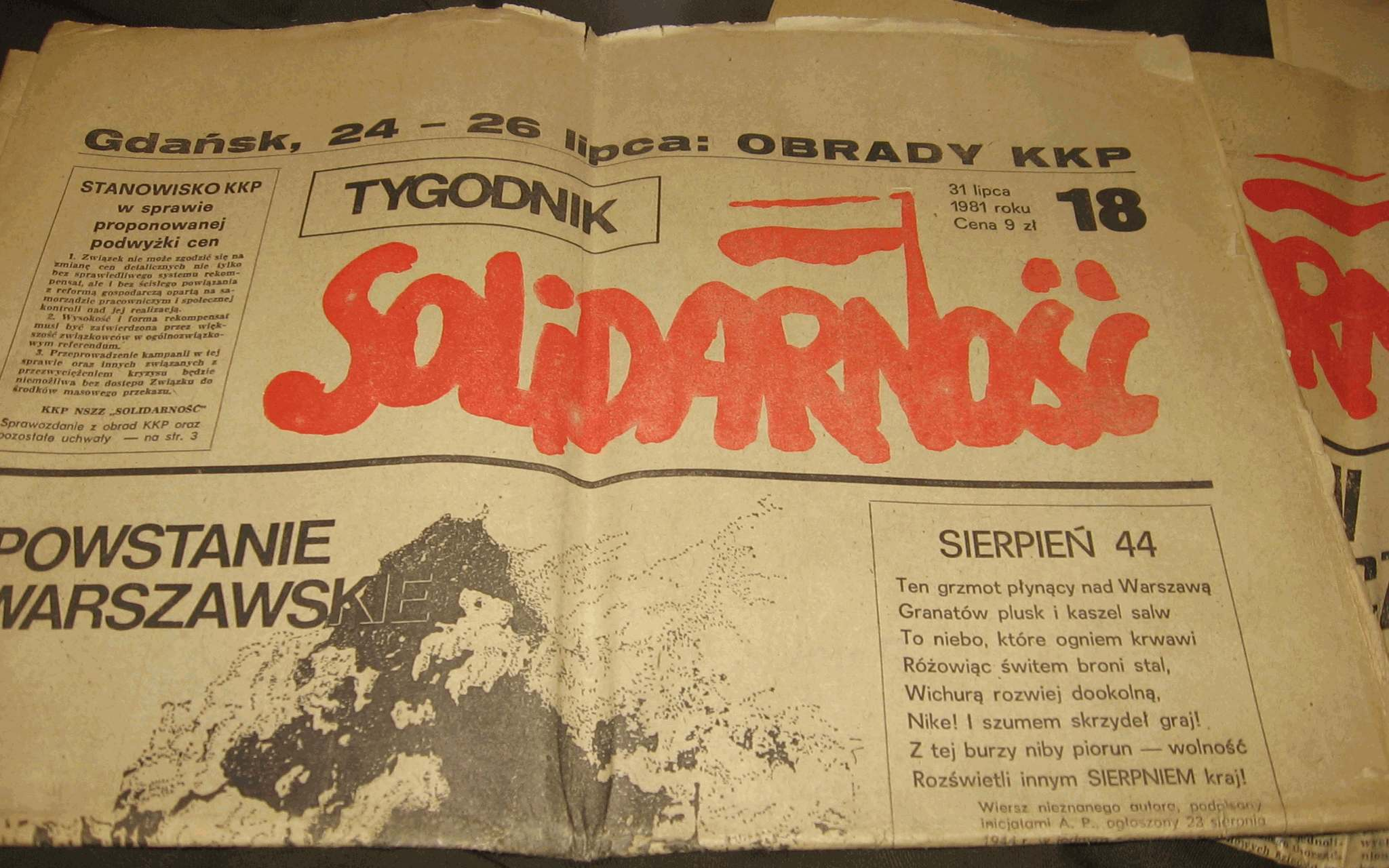
Tygodnik Solidarność (Solidaridad Semanal) - El primer periódico legal de "Solidarność", antes de la ley marcial en Polonia.

El gobierno polaco impuso la censura y los medios de comunicación oficiales dijeron poco sobre los "disturbios laborales esporádicos en Gdansk"; como una precaución extra, todas las conexiones telefónicas entre la costa y el resto de Polonia fueron pronto cortadas; sin embargo, el gobierno no logró contener la información: se propagó una ola de "samizdats", incluyendo el periódico Robotnik (El Trabajador) y rumores, junto con las trasmisiones de Radio Free Europe que penetraban la Cortina de Hierro, asegurando que las ideas del emergente movimiento Solidaridad fueran rápidamente difundidas.
El 16 de agosto, delegaciones de otros comités de huelga llegaron al astillero. Los delegados (Bogdan Lis, Andrzej Gwiazda y otros), junto con los huelguistas del astillero, acordaron la creación de un Comité de huelgas interempresarial (Międzyzakładowy Komitet Strajkowy o MKS). El 17 de agosto, el cura Henryk Jankowski realizó una misa afuera de la entrada del astillero, en la cual se presentaron 21 demandas de la "MKS". La lista fue más allá de asuntos puramente locales, empezando con una demanda por sindicatos nuevos e independientes y siguiendo con el reclamo por una relajación de la censura, el derecho a huelga, nuevos derechos para la Iglesia, la liberación de prisioneros políticos y mejoras en el servicio nacional de salud.
Al día siguiente, una delegación del KOR que incluía a  Tadeusz Mazowiecki llegó para ofrecer su asistencia en las negociaciones. Un periódico clandestino, Solidarność, producido en la imprenta del astillero con la asistencia de los intelectuales de KOR, alcanzó un tiraje diario de 30.000 copias. Mientras tanto, la canción de protesta de Jacek Kaczmarski, Mury (Muros), ganó popularidad entre los trabajadores.
El 18 de agosto, el astillero de Szczecin se unió a la huelga bajo el liderazgo de Marian Jurczyk. Un maremoto de huelgas golpeó la costa, lo que ocasionó el cierre de los puertos y el paro de la economía. Con la asistencia de KOR y el apoyo de muchos intelectuales, los obreros que ocuparon fábricas, minas y astilleros en toda Polonia unieron sus fuerzas. En pocos días, más de 200 fábricas y empresas se habían unido al comité de huelga. Para el 21 de agosto, la mayor parte de Polonia estaba afectada por las huelgas, desde los astilleros de la costa hasta las minas de la región metropolitana de Silesia Superior (en la Alta Silesia, la ciudad de Jastrzębie-Zdrój se convirtió en el centro de las huelgas, con un comité separado organizado allí). Se formaron cada vez más sindicatos nuevos y se unieron a la federación. 

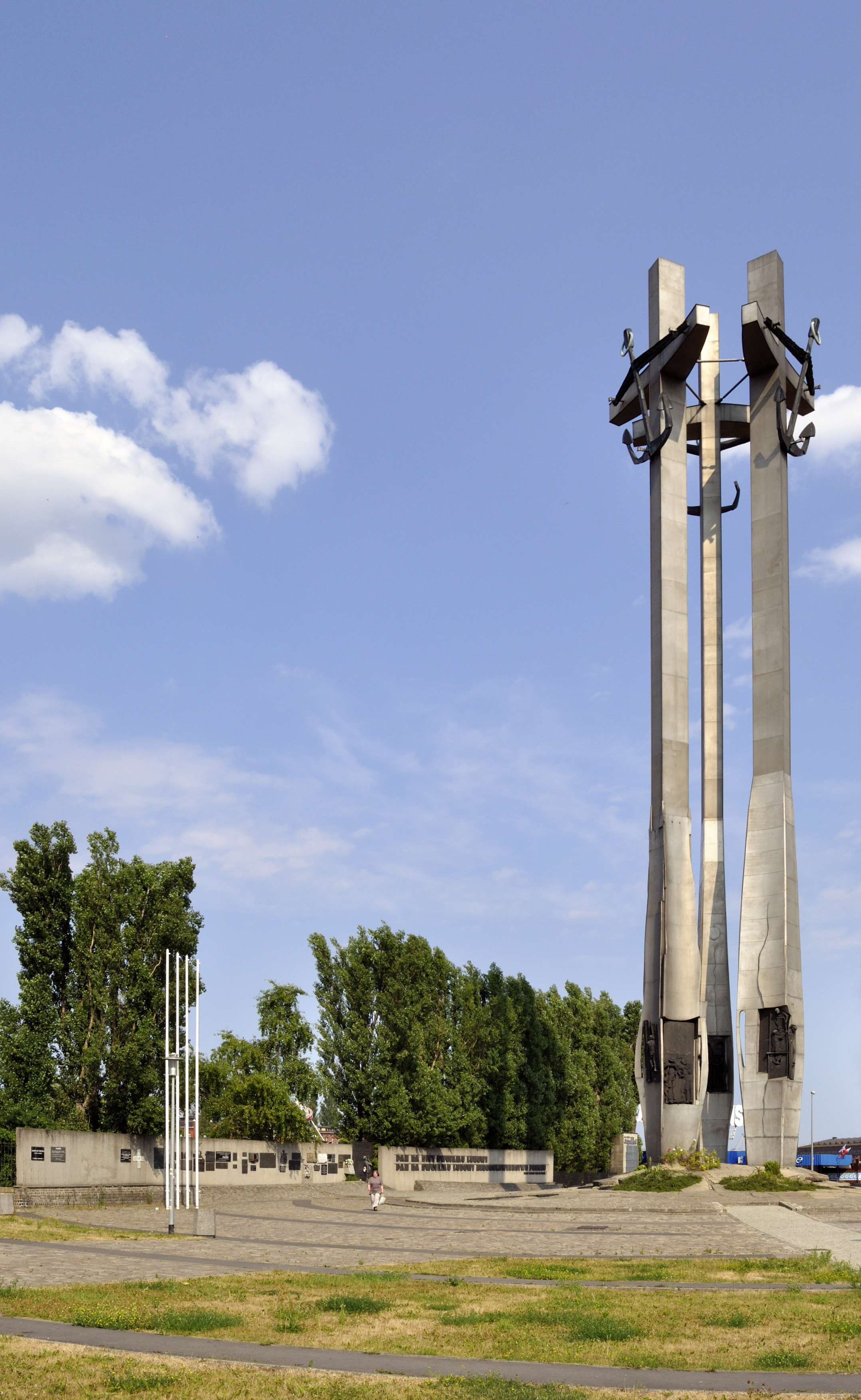
El Monumento a los trabajadores de astilleros caídos en 1970, creado tras el acuerdo de Gdansk y desvelado el 16 de diciembre de 1980.

Gracias al apoyo popular al interior de Polonia, así como al apoyo internacional y a la cobertura mediática, los trabajadores de Gdansk resistieron hasta que el gobierno accedió a sus demandas. El 21 de agosto, una comisión gubernamental (Komisja Rządowa) que incluía a Mieczysław Jagielski llegó a Gdansk, mientras que otra comisión con Kazimierz Barcikowski fue despachada a Szczecin. El 30 y 31 de agosto y el 3 de septiembre, los representantes de los obreros y el gobierno firmaron un acuerdo que ratificaba muchas de las demandas de los obreros, incluyendo el derecho a la huelga. Este acuerdo fue conocido como el Acuerdo de Agosto o de Gdansk (Porozumienia sierpniowe). El 3 de septiembre, se firmó otro acuerdo en Jastrzębie-Zdrój, mismo que fue llamado el Acuerdo de Jastrzębie (Porozumienia jastrzebskie), aunque es visto como parte del acuerdo de Gdansk. Aunque los temas se referían a los sindicatos, el acuerdo permitió a los ciudadanos introducir cambios democráticos dentro de la estructura política comunista y fue visto como el primer paso hacia el desmantelamiento del monopolio del poder del Partido Obrero Unificado Polaco. Las mayores preocupaciones de los obreros fueron el establecimiento de un sindicato independiente del control del partido comunista y el reconocimiento del derecho legal a la huelga. En cambio, las necesidades de los trabajadores no recibirían una clara representación. Otra consecuencia del acuerdo de Gdansk fue el reemplazo, en septiembre de 1980, de Edward Gierek por Stanisław Kania en el cargo de Primer Secretario del Partido.

## Primera etapa de Solidaridad (1980-1981)
Animados por el éxito de las huelgas de agosto, el 17 de septiembre, los representantes de los sindicatos, incluyendo a Lech Wałęsa, formaron un sindicato a nivel nacional, Solidaridad (Niezależny Samorządny Związek Zawodowy (NSZZ) "Solidarność"). Fue el primer sindicato independiente en un país del bloque soviético. Su nombre fue sugerido por el historiador Karol Modzelewski y su famoso logo fue concebido por Jerzy Janiszewski, diseñador de muchos pósteres relacionados con Solidaridad. Los poderes supremos del nuevo sindicato fueron conferidos a un cuerpo legislativo, la Convención de Delegados (Zjazd Delegatów), mientras que la rama ejecutiva fue la Comisión Coordinadora Nacional (Krajowa Komisja Porozumiewawcza), más tarde llamada la Comisión Nacional (Komisja Krajowa). El sindicato tenía una estructura regional que comprendía a 38 regiones (region) y dos distritos (okręg). El 16 de diciembre de 1980, se desveló el Monumento a los trabajadores de astilleros caídos en 1970. El 15 de enero de 1981, una delegación del sindicato Solidaridad, incluyendo a Lech Wałęsa, se reunieron en Roma con el papa Juan Pablo II. Del 5 al 10 de septiembre y del 26 de septiembre al 7 de octubre, tuvo lugar el primer congreso nacional de Solidaridad y Lech Wałęsa fue elegido su presidente.

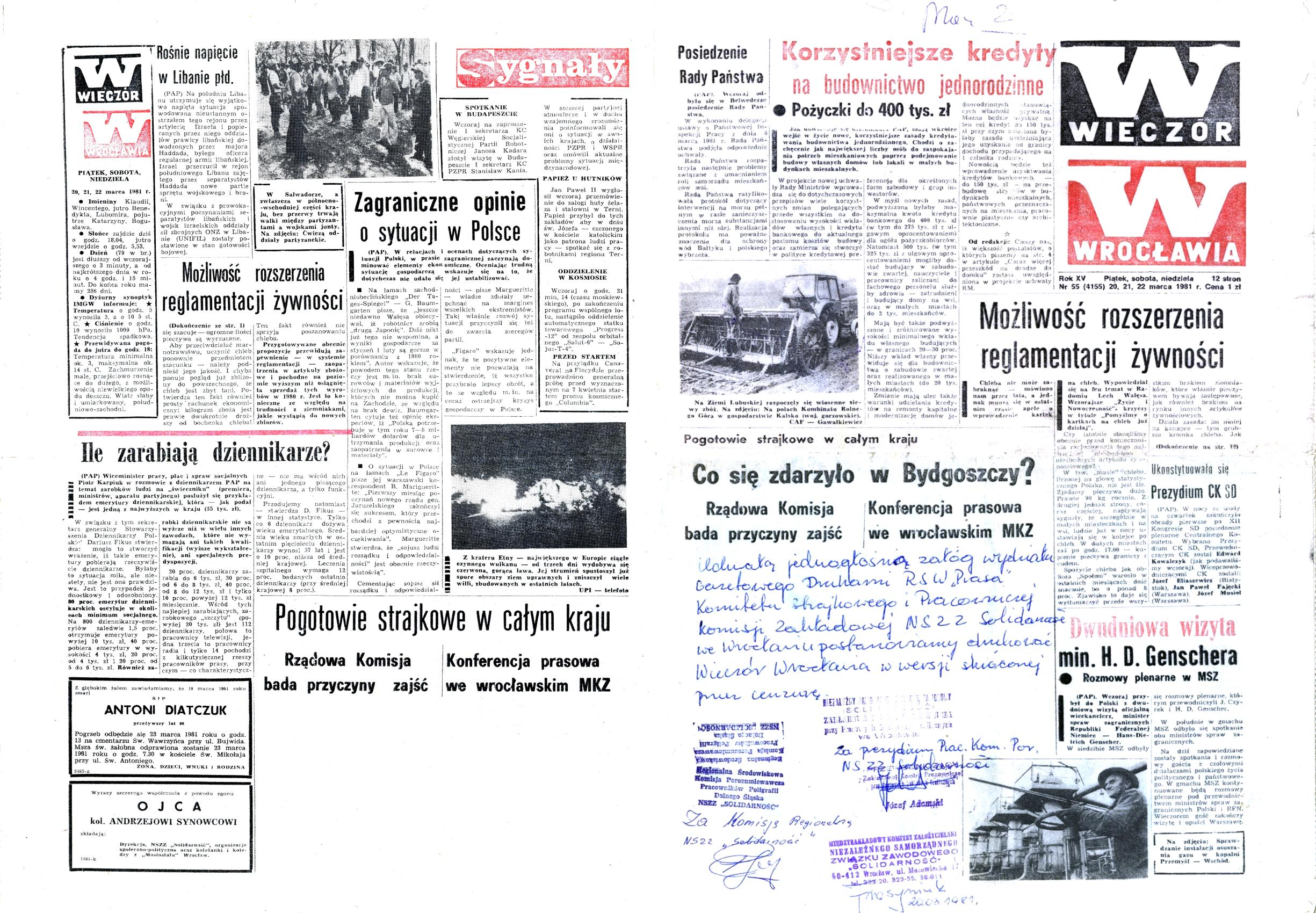
Número del 20-21 de marzo de 1981 del Wieczór Wrocławia (El Vespertino de Breslavia). Luego que el censor del gobierno sacara artículos de la primera página ("derecha", "¿Que sucedió en Bydgoszcz?") y de la última página ("izquierda", "Alerta de huelga en todo el país"), se dejaron espacios en blanco dejando solo sus títulos. Los impresores —miembros del sindicato Solidaridad— habían decidido hacer circular el periódico con los espacios en blanco intactos. Al pie de la primera página de su copia maestra lleva la confirmación escrita a mano de tal decisión.

Mientras tanto, Solidaridad se había transformado a sí mismo de un sindicato a un movimiento social o, más específicamente, un movimiento revolucionario. Durante los 500 días que siguieron al acuerdo de Gdansk, 9-10 millones de obreros, intelectuales y estudiantes se unieron a él o a sus suborganizaciones, tales como el sindicato estudiantil independiente (Niezależne Zrzeszenie Studentów, creado en septiembre de 1980), el sindicato independiente de agricultores (NSZZ Rolników Indywidualnych "Solidarność", creado en mayo de 1981) y el sindicato independiente de artesanos. Fue la única vez en la historia que un cuarto de la población polaca (aproximadamente el 80% del total de la fuerza laboral en Polonia) se había unido voluntariamente a una única organización. "La Historia nos ha enseñado que no hay pan sin libertad," sostenía el programa de Solidaridad un año más tarde. "Lo que teníamos en mente no solo era pan, mantequilla y salchichas, sino también justicia, democracia, verdad, legalidad, dignidad humana, libertad de convicciones y la reparación de la república." Tygodnik Solidarność, un periódico publicado por Solidaridad, fue abierto en abril de 1981.
Usando las huelgas y otras acciones de protestas, Solidaridad procuró forzar el cambio en las políticas gubernamentales. Al mismo tiempo, tuvo cuidado en nunca usar la fuerza o la violencia, para evitar darle al gobierno cualquier excusó para involucrar a las fuerzas de seguridad. Luego que 27 miembros de Solidaridad de Bydgoszcz fueran golpeados el 19 de marzo, el 27 de marzo una huelga de cuatro horas que involucró a medio millón de personas paralizó el país. Esta fue la mayor huelga en la historia del Bloque del Este, y forzó al gobierno a prometer una investigación sobre las golpizas. Esta concesión y el acuerdo de Wałęsa para diferir más huelgas provocó un revés al movimiento, cuando amainó la euforia que se había extendido en la sociedad polaca; no obstante, el partido comunista polaco —el Partido Obrero Unificado Polaco (PZPR)— había perdido su control total sobre la sociedad.
Pero, mientras Solidaridad estaba lista para retomar las negociaciones con el gobierno, los comunistas polacos no estaban seguros de qué hacer, por lo que daban declaraciones huecas y esperaban el momento oportuno. Con el antecedente de una crecientemente deteriorada economía comunista de escasez y la falta de voluntad de negociar seriamente con Solidaridad, con el tiempo fue claro que el gobierno comunista tendría que sofocar el movimiento de Solidaridad como la única manera de resolver el impasse o encarar una situación verdaderamente revolucionaria. La atmósfera fue cada vez más tensa, con varias secciones locales llevando a cabo un creciente número de huelgas sin coordinación en respuesta al empeoramiento de la situación económica. El 3 de diciembre, Solidaridad anunció que se realizaría una huelga de 24 horas si el gobierno concedía poderes adicionales para suprimir la disensión y que una huelga general sería declarada si aquellos poderes eran usados.

## Ley marcial (1981–83)
Luego del acuerdo de Gdansk, el gobierno polaco estaba bajo una gran presión por parte de la Unión Soviética para tomar acciones y fortalecer su posición. Stanisław Kania era visto en Moscú como demasiado independiente y el 18 de octubre de 1981, el Comité del Partido Central lo puso en la minoría. Kania perdió su puesto como Primer Secretario y fue reemplazado por el primer ministro (y Ministro de Defensa) general Wojciech Jaruzelski, quien adoptó una política de mano dura.
El 13 de diciembre de 1981, Jaruzelski comenzó a tomar medidas enérgicas sobre Solidaridad declarando la ley marcial y creando un Consejo Militar de Salvación Nacional (Wojskowa Rada Ocalenia Narodowego o WRON). Los líderes de Solidaridad, reunidos en Gdansk, fueron arrestados y aislados en instalaciones vigiladas por el Servicio de Seguridad (Służba Bezpieczeństwa o SB), y unos 5.000 simpatizantes de Solidaridad fueron arrestados en la mitad de la noche. La censura se expandió y las fuerzas militares aparecieron en las calles. Tuvieron lugar unas cien huelgas y ocupaciones, principalmente en las grandes fábricas y en varias minas de carbón en Silesia, pero fueron controladas por la tropa de choque paramilitar ZOMO. Una de las mayores manifestaciones tuvo lugar el 16 de diciembre de 1981 en la mina de carbón de Wujek en Katowice, donde las fuerzas gubernamentales abrieron fuego a los manifestantes, matando a nueve e hiriendo gravemente a 22.  Al día siguiente, durante una protesta en Gdansk, las fuerzas gubernamentales abrieron nuevamente fuego a los manifestantes, matando a uno e hiriendo a dos. Para el 28 de diciembre de 1981, las huelgas habían cesado y Solidaridad parecía haber sido incapacitado. La última huelga de 1981 terminó el 28 de diciembre y se llevó a cabo en la mina de carbón de Piast en el pueblo de Bieruń en la Alta Silesia. Fue la huelga bajo tierra más extensa en la historia de Polonia, durando 14 días. Unos 2.000 mineros la iniciaron el 14 de diciembre, yendo a 650 metros bajo tierra, de los cuales la mitad se quedó hasta el último día. Muertos de hambre, se rindieron después que las autoridades militares les prometieron que no serían procesados. El 8 de octubre de 1982, el sindicato Solidaridad fue ilegalizado y prohibido.
El rango de apoyo de Solidaridad era único: ningún otro movimiento en el mundo era apoyado por Ronald Reagan y Santiago Carrillo, Enrico Berlinguer y el papa Juan Pablo II, Margaret Thatcher y Tony Benn, activistas pacifistas y portavoces de la OTAN, cristianos y europeo-occidentales, conservadores, liberales y socialistas. La comunidad internacional fuera de la Cortina de Hierro condenó las acciones de Jaruzelski y declaró apoyar a Solidaridad; para este propósito, se formaron organizaciones como,  por ejemplo, Polish Solidarity Campaign en Gran Bretaña). El presidente de los Estados Unidos, Ronald Reagan impuso sanciones económicas a Polonia que eventualmente forzarían al gobierno polaco a liberalizar sus políticas. Mientras tanto, la CIA junto con la Iglesia católica y varios sindicatos occidentales, tales como la AFL-CIO, proveyeron fondos, equipos y consejería a las actividades clandestinas de Solidaridad. La alianza política de Reagan con el Papa probaría ser importante para el futuro de Solidaridad. El público polaco también apoyaba lo que quedaba de Solidaridad. Un medio importante para manifestar el apoyo a Solidaridad fueron las misas celebradas por sacerdotes, como Jerzy Popiełuszko.
En julio de 1983, la ley marcial fue formalmente levantada, aunque hasta mediados o fines de la década de 1980, quedó mucho mayor control sobre las libertades civiles y la vida política, así como el racionamiento de comida.

## Solidaridad en la clandestinidad (1982–88)

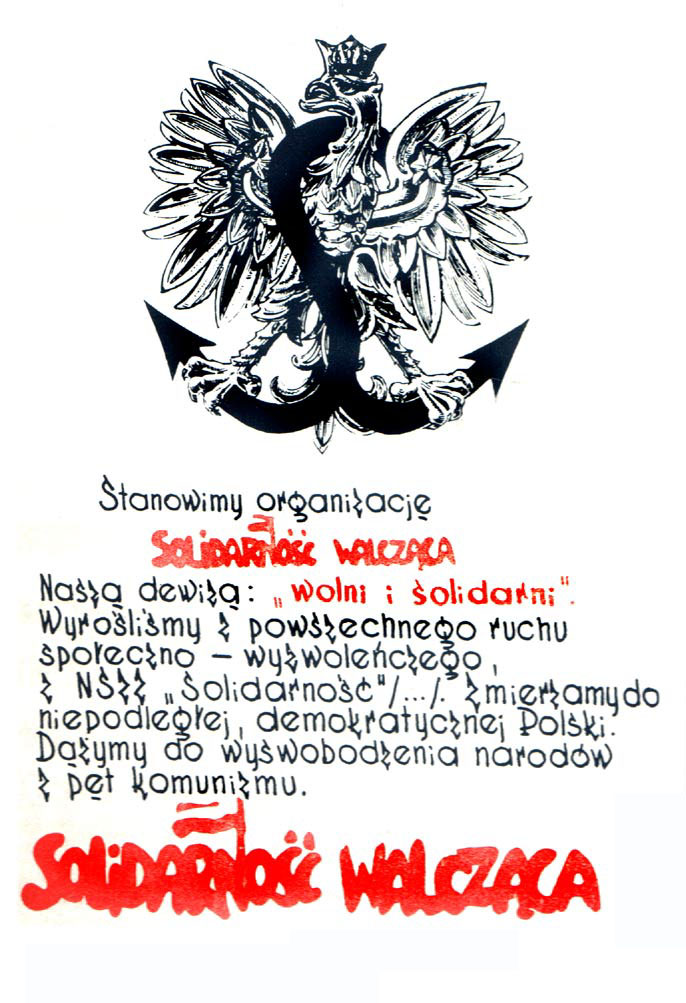
Póster de la organización "Luchando por Solidaridad", modelado a partir del emblema "Kotwica" de la Segunda Guerra Mundial.

Casi inmediatamente después que la cúpula legal de Solidaridad fue arrestada, las estructuras clandestinas comenzaron a surgir. El 12 de abril de 1982, radio Solidaridad comenzó sus transmisiones. El 22 de abril, Zbigniew Bujak, Bogdan Lis, Władysław Frasyniuk y Władysław Hardek crearon una Comisión coordinadora interina (Tymczasowa Komisja Koordynacyjna) que serviría como la dirigencia clandestina de Solidaridad. El 6 de mayo, fue creada otra organización clandestina de Solidaridad, la Comisión coordinadora regional NSSZ "S" (Regionalna Komisja Koordynacyjna NSZZ "S") por Bogdan Borusewicz, Aleksander Hall, Stanisław Jarosz, Bogdan Lis y Marian Świtek. En junio de 1982, se creó la organización "Luchando por Solidaridad" (Solidarność Walcząca) organization.
A mediados de la década de 1980, Solidaridad perseveró como una organización exclusivamente clandestina. Sus activistas eran perseguidos por el Servicio de Seguridad (SB), pero lograban reponerse. El 1 de mayo de 1982, una serie de protestas antigubernamentales reunieron a cientos de participantes en Cracovia, Varsovia y Gdansk. El 3 de mayo, tuvieron lugar más protestas durante las celebraciones de la Constitución del 3 de mayo. Ese día, los servicios secretos comunistas asesinaron a cuatro manifestantes, tres de ellos en Varsovia y uno en Wrocław. Otra ola de manifestaciones ocurrió el 31 de agosto de 1982, en el primer aniversario del Acuerdo de Gdansk. En suma, ese día seis manifestantes fueron asesinados, tres de ellos en Lubin, uno en Kielce, uno en Wrocław y uno en Gdańsk. Otra persona fue asesinada ese día, durante una manifestación en Częstochowa. Además, se sucedieron huelgas en Gdansk y en Nowa Huta entre el 11 y el 13 de octubre. En Nowa Huta, un estudiante de 20 años, Bogdan Wlosik, fue tiroteado por un oficial del servicio secreto.
El 14 de noviembre de 1982, Lech Wałęsa fue liberado. Sin embargo, el 9 de diciembre la SB llevó a cabo una gran operación anti-Solidaridad, en la cual arrestaron a más de 10 000 activistas. El 27 de diciembre, los bienes de Solidaridad fueron transferidos por las autoridades a un sindicato pro-gobierno, la Alianza Panpolaca de Sindicatos (Ogólnopolskie Porozumienie Związków Zawodowych o OPZZ). No obstante, Solidaridad estaba lejos de ser quebrada. Para inicios de 1983, la organización clandestina tenía más de 70.000 miembros, cuyas actividades incluían la publicación de más de 500 periódicos clandestinos denominados bibuła. Durante la primera mitad de 1983, las protestas callejeras eran frecuentes. El 1 de mayo, dos personas fueron asesinadas en Varsovia y una en Wrocław; dos días más tarde, otros dos manifestantes fueron asesinados en Varsovia.
El 22 de julio de 1983, la ley marcial fue levantada y se otorgó amnistía a muchos miembros de Solidaridad encarcelados, quienes fueron liberados. El 5 de octubre, a Wałęsa se le concedió el Premio Nobel de la Paz. El gobierno polaco, sin embargo, se negó a emitirle un pasaporte para viajar a Oslo, Noruega; el premio de Wałęsa fue aceptado en su nombre por su esposa. Más tarde, resultó que la SB había preparado documentos falsos que acusaban a Wałęsa de realizar actividades inmorales e ilegales, documentos que habían sido entregados al comité del Nobel en un intento de dejar sin apoyo su nominación.

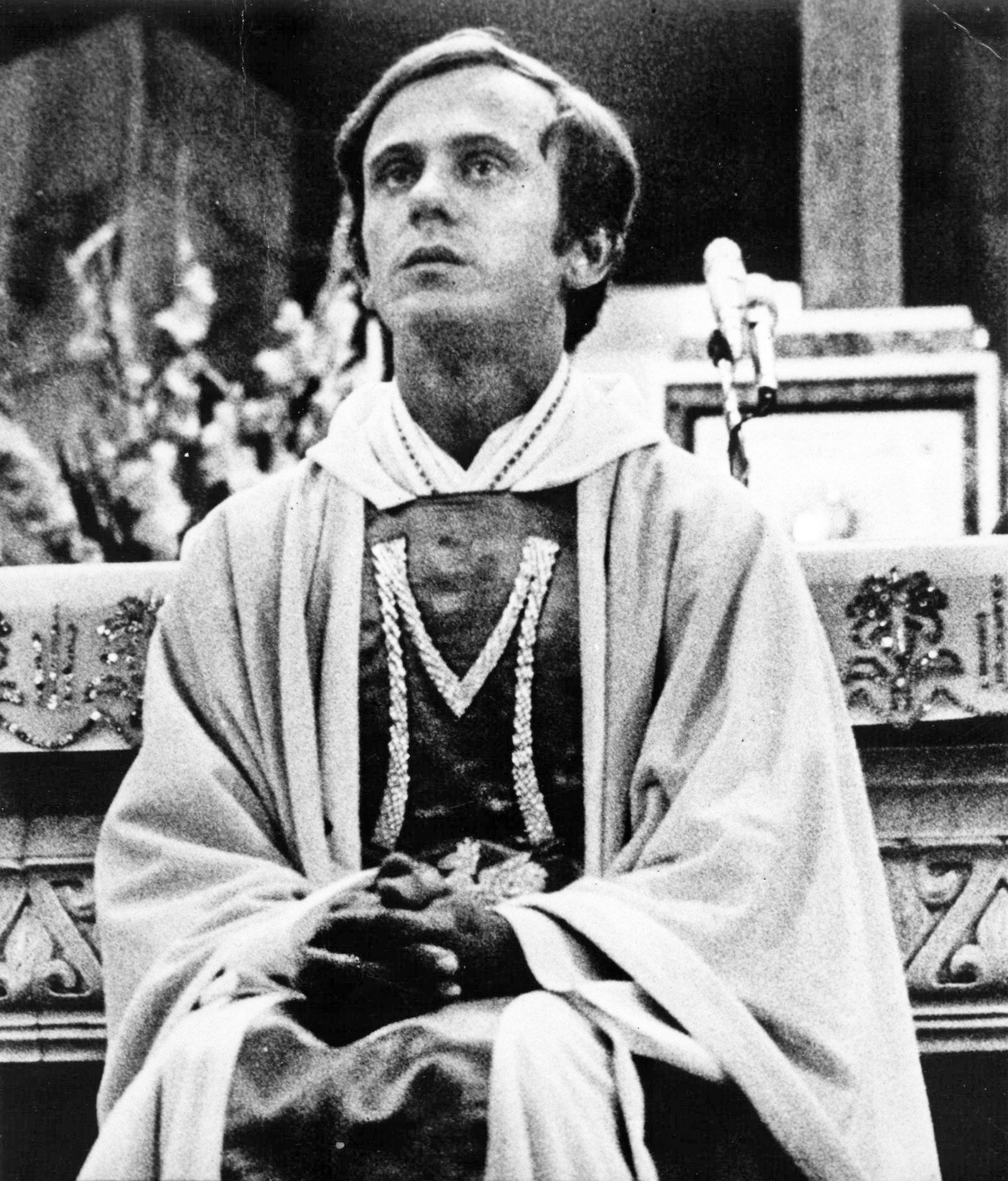
Una ola de protestas fue provocada por el asesinato en Varsovia del sacerdote Jerzy Popiełuszko en 1984.

El 19 de octubre de 1984, tres agentes del Ministerio de Seguridad Interna asesinaron a un popular sacerdote pro-Solidaridad, Jerzy Popiełuszko. Cuando se conocieron los hechos, miles de personas declararon su solidaridad con el sacerdote asesinado asistiendo a su funeral que se realizó el 3 de noviembre de 1984. El gobierno trató de suavizar la situación liberando a miles de prisioneros políticos; sin embargo, un año más tarde, siguió una nueva ola de arrestos. Frasyniuk, Lis y Adam Michnik, miembros de la "S" clandestina, fueron arrestados el 13 de febrero de 1985, procesados en un pseudo-juicio y sentenciados a varios años de prisión.

## Segunda etapa de Solidaridad (1988–89)
El 11 de marzo de 1985, el poder en la Unión Soviética recayó en Mijaíl Gorbachov, un líder que representaba una nueva generación de miembros del partido comunista soviético. La situación económica empeoraba en todo el Bloque del Este, incluyendo la Unión Soviética. Junto con otros factores, esta situación forzó a Gorbachov a realizar varias reformas, no solamente en el campo económico (uskoréniye) sino también en el político y social (glásnost y perestroika). Pronto, las políticas de Gorbachov causaron un cambio correspondiente en las políticas de los satélites soviéticos, incluyendo la República Popular de Polonia.
El 11 de septiembre de 1986, 225 prisioneros políticos polacos fueron liberados, los últimos de aquellos relacionados con Solidaridad y que fueron arrestados los años previos. Tras la amnistía del 30 de septiembre, Wałęsa creó la primera entidad pública, legal de Solidaridad, desde la declaración de la ley marcial: el Consejo temporal de NSZZ Solidarność (Tymczasowa Rada NSZZ Solidarność)—con Bogdan Borusewicz, Zbigniew Bujak, Władysław Frasyniuk, Tadeusz Jedynak, Bogdan Lis, Janusz Pałubicki y Józef Pinior. Poco después, el nuevo Consejo fue admitido en la Confederación Internacional de Organizaciones Sindicales Libres. Muchas secciones locales de Solidaridad revelaron su cubierta en toda Polonia y, el 25 de octubre de 1987, se creó el Comité Ejecutivo Nacional de NSZZ Solidarność (Krajowa Komisja Wykonawcza NSZZ Solidarność). No obstante, los miembros de Solidaridad y los activistas continuaron siendo perseguidos y discriminados, aunque menos, durante inicios de la década de 1980. A fines de los 80s, aumentó la división entre la facción de Wałęsa y la organización más radical "Luchando por Solidaridad", ya que los primeros querían negociar con el gobierno, mientras que los últimos planeaban una revolución anticomunista.
Para 1988, la economía de Polonia estaba en la peor condición de lo que había estado en los últimos ocho años. Las sanciones internacionales, combinadas con la falta de voluntad del gobierno para introducir reformas, intensificaron los problemas anteriores. La economía planificada ineficientemente dirigida por el gobierno desperdiciaba mano de obra y recursos, al producir productos deficientes para los cuales había poca demanda. Las exportaciones polacas eran muy bajas, tanto debido a las sanciones como debido a que sus productos no eran atractivos en el exterior. La deuda externa y la inflación se incrementaron. No había fondos para modernizar fábricas y el prometido socialismo de mercado se materializaba en una economía de escasez, caracterizada por largas colas y estantes vacíos. Las reformas puestas en marcha por Jaruzelski y Mieczysław Rakowski fueron muy pocas y llegaron muy tarde, especialmente porque los cambios en la Unión Soviética habían reforzado la expectativa popular de que el cambio debía llegar y los soviéticos abandonaron sus esfuerzos para sostener un régimen fallido en Polonia.
En febrero de 1988, el gobierno aumentó los precios de los alimentos en un 40%. El 21 de abril, una nueva ola de huelgas golpeó el país. El 2 de mayo, los trabajadores en el astillero de Gdansk entraron en huelga. Esta huelga fue interrumpida por el gobierno entre el 5 y el 10 de mayo, pero solo temporalmente. El 15 de agosto, una nueva huelga tuvo lugar en la mina del "Manifiesto de julio" en Jastrzębie-Zdrój. Para el 20 de agosto, la huelga se había expandido hasta muchas otras minas y el 22 de agosto el astillero de Gdansk se unió a la huelga. El gobierno comunista polaco decidió, entonces, negociar.
El 26 de agosto, Czesław Kiszczak, el ministro del Interior, declaró en televisión que el gobierno estaba dispuesto a negociar, y cuatro días después se reunió con Wałęsa. Las huelgas terminaron el día siguiente y el 30 de noviembre, durante un debate televisado entre Wałęsa y Alfred Miodowicz (líder del sindicato pro-gubernamental, la Alianza Panpolaca de Sindicatos), Wałęsa anotó una victoria en relaciones públicas.
El 18 de diciembre, unos cien miembros formaron el Comité Ciudadano (Komitet Obywatelski) al interior de Solidaridad. Comprendía varias secciones, cada una responsable de presentar un aspecto específico de las demandas de la oposición al gobierno. Wałęsa y la mayoría de los líderes de Solidaridad apoyaron la negociación, mientras que una minoría quería una revolución anticomunista. Bajo el liderazgo de Wałęsa, Solidaridad decidió tratar de encontrar una solución pacífica y la facción pro-violencia nunca consiguió algún poder sustancial ni tomó ninguna acción.
El 27 de enero de 1989, en una reunión entre Wałęsa y Kiszczak, se redactó una lista de los miembros de los equipos negociadores principales. La conferencia que empezó el 6 de febrero sería conocida como las negociaciones de la mesa redonda. Los 56 participantes incluyeron a 20 de "S", 6 de OPZZ, 14 del PZPR, 14 "autoridades independientes" y dos sacerdotes. Las conversaciones de la mesa redonda tuvieron lugar en Varsovia del 6 de febrero al 4 de abril de 1989. Los comunistas, liderados po el general Jaruzelski, esperaban cooptar a los líderes prominentes de la oposición al grupo gobernante sin hacer mayores cambios en la estructura de poder político. Solidaridad, si bien esperanzada, no anticipaba mayores cambios. De hecho, las conversaciones alterarían radicalmente la forma de la sociedad y del gobierno polaco.
El 17 de abril de 1989, Solidaridad fue legalizada y sus miembros pronto llegaron a sumar un millón y medio. Se concedió permiso al Comité Ciudadano Solidaridad (Komitet Obywatelski "Solidarność") para presentar candidatos en las próximas elecciones. La ley electoral permitió a Solidaridad poner por anticipado candidatos solo para el 35% de los escaños del Sejm, pero no existían restricciones respecto a los candidatos para el Senat. La agitación y la propaganda continuaron legalmente hasta el día de la elección. A pesar de sus escasos recursos, Solidaridad se las ingenió para realizar una campaña electoral. El 8 de mayo, fue publicado el primer número del nuevo periódico pro-Solidaridad, la Gazeta Wyborcza. A lo largo de todo el país aparecieron pósteres de Wałęsa apoyando a varios candidatos.
Los sondeos de opinión previos a la elección habían anticipado una victoria para los comunistas. Por ello, la derrota del Partido Obrero Unificado Polaco y sus partidos satélites cayó como una sorpresa a todos los involucrados: después de la primera ronda de elecciones, se hizo evidente que Solidaridad había salido extremadamente bien, obteniendo 160 de los 161 escaños del Sejm en competencia y 99 de los 100 escaños del Senat (el escaño restante lo obtuvo un candidato independiente opositor al oficialismo). El nuevo Contrato Sejm, nombrado por el acuerdo que habían alcanzado el partido comunista y el movimiento Solidaridad durante las negociaciones de la mesa redonda, sería dominado por Solidaridad. Como estaba acordado de antemano,  Wojciech Jaruzelski fue elegido presidente; sin embargo, el candidato comunista para primer ministro, Czesław Kiszczak, que reemplazaba a Mieczysław Rakowski, no pudo obtener suficiente apoyo para formar un gobierno.
El 23 de junio, se formó un Club parlamentario de ciudadanos de Solidaridad (Obywatelski Klub Parlamentarny "Solidarność"), liderado por Bronisław Geremek. Formaron una coalición con dos partidos ex-satélites del PZPR—ZSL y el SD—que había escogido "rebelarse" contra el PZPR, que se encontró a sí mismo en minoría. El 24 de agosto, el Sejm eligió a Tadeusz Mazowiecki, un representante de Solidaridad, para ser primer ministro de Polonia. No era solo el primer primer ministro polaco no comunista desde 1945, sino que también se convirtió en el primer ministro no comunista en Europa del Este por casi 40 años. En su discurso, habló sobre la "gruesa línea" (Gruba kreska) que separaría a su gobierno del pasado comunista. Para fines de agosto de 1989, se había formado un gobierno de coalición liderado por Solidaridad.